# ماركوس كاباييرو
ماركوس كاباييرو (بالإسبانية: Marcos Caballero)‏ هو مدرب كرة قدم ولاعب كرة قدم باراغواياني في مركز الهجوم، ولد في 1983 في باراغواي. لعب مع Sportivo Ameliano ‏.